# اچ‌بی‌او مکس
اِچ‌بی‌او مَکس (به انگلیسی: HBO Max) سرویس آنلاین ویدئو هنگام درخواست متعلق به رسانه وانر است. رسانه وانر خود زیرمجموعه ای‌تی اند تی است. تاریخ آغاز به کار این سرویس، مه ۲۰۲۰ است.
این سرویس به عنوان رقیبی برای نت‌فلیکس، دیزنی پلاس و اپل تی وی محسوب می‌شود. محتوای اچ‌بی‌او مکس شامل فیلم وسریال‌های اریجینال و همچنین محتوای مربوط به شبکه اچ‌بی‌او است. همچنین محتوای برادران وارنر، نیو لاین سینما، سی‌دابلیو، سی‌ان‌ان، تی‌بی‌اس، ادالت سویم و کارتون نت‌ورک در این وبگاه و اپ‌های آن در دسترس خواهد بود.
این سرویس درسال۲۰۲۲،پس از خریداری شدن شرکت برادران چارتر توسط دیسکاوری،با شبکه دیسکاوری پلاس ادغام شد وبه مکس (رسانه اینترنتی) تغییرنام داد.

## محصولات
از محصولات این شبکه می‌توان به لیگ عدالت زک اسنایدر و لونی تونز اشاره کرد